# آلن ژربو
 آلن ژربو (انگلیسی: Alain Gerbault؛ زاده ۱۷ نوامبر ۱۸۹۳ درگذشته ۱۶ دسامبر ۱۹۴۱) یک تنیس‌باز اهل فرانسه بود. 